# NGC 3693
NGC 3693 je spiralna galaktika u zviježđu Peharu.

## Vanjske poveznice
- (eng.) SEDS: NGC 3693
- (eng.) Revidirani Novi opći katalog
- (eng.) Izvangalaktička baza podataka NASA-e i IPAC-a
- (eng.) Astronomska baza podataka SIMBAD
- (eng.) VizieR